# Callapoecus guttatus
Callapoecus guttatus là một loài bọ cánh cứng trong họ Cerambycidae.